# Система центра мас
Систе́ма це́нтра мас (систе́ма це́нтра інерції) — необертова система відліку, початок якої розташований у центрі інерції механічної системи. Зазвичай назву скорочують як с. ц. м. або с. ц. і. Сумарний імпульс системи в с.ц.м. дорівнює нулю. Для замкнутої системи її система центра мас інерційна, тоді як незамкнута система в загальному випадку може мати неінерційну систему центра мас.
Сумарна кінетична енергія механічної системи в с.ц.м. найменша серед усіх систем відліку; в будь-якій інший необертовій (необов'язково інерціальній) системі відліку кінетична енергія дорівнює кінетичній енергії в с.ц.м. плюс кінетична енергія руху механічної системи як цілого ({\displaystyle {\frac {MV^{2}}{2}}}, де {\displaystyle M} — повна маса механічної системи, {\displaystyle V} — відносна швидкість руху систем відліку).

## Використання в задачах розсіювання частинок
При розгляді задач розсіювання частинок термін «система центра мас» застосовують на противагу терміну «лабораторна система».
Якщо експериментальні дослідження проводяться в лабораторній системі, тобто в системі, пов'язаній зі спостерігачем, то теоретичний розгляд задач розсіювання зручно проводити в рухомій системі центра мас. При переході від лабораторної системи до системи центра мас змінюється визначення кутів розсіювання частинок, тому для порівняння теорії з експериментом необхідно проводити перерахунки отриманих перетинів розсіювання.
Наприклад, при вивченні зіткнення двох однакових частинок, одна з частинок (мішень) до зіткнення залишається нерухомою, а друга налітає з якоюсь скінченною швидкістю. При пружному лобовому зіткненні друга частинка зупиняється, передаючи свою енергію першій. Така картина спостерігається в лабораторній системі відліку. З погляду системи центра мас частинки рухаються назустріч одна одній з однаковими швидкостями, а після зіткнення розлітаються в різні боки.
У нерелятивістській границі координати центра мас системи з {\displaystyle n} частинок, що мають маси {\displaystyle m_{k}} і (в деякій системі відліку {\displaystyle K}) радіус-вектори {\displaystyle {\vec {r_{k}}}}:
{\displaystyle {\vec {R}}^{\prime }={\frac {\sum \limits _{k=1}^{n}{{\vec {r_{k}}}m_{k}}}{\sum \limits _{k=1}^{n}{m_{k}}}}={\frac {\sum \limits _{k=1}^{n}{{\vec {r_{k}}}m_{k}}}{M}}}
де {\displaystyle M} — маса всієї системи тіл.
Продиференціювавши за часом, отримаємо швидкість руху центра мас
{\displaystyle {\vec {V}}^{\prime }={\frac {\sum \limits _{k=1}^{n}{{\vec {v_{k}}}m_{k}}}{M}}={\frac {\sum \limits _{k=1}^{n}{\vec {p_{k}}}}{M}}}
({\displaystyle {\vec {p_{k}}}} — імпульси частинок), яку можна використовувати для переходу від даної системи відліку {\displaystyle K} до системи центра мас, обчислюючи швидкості й радіус-вектори частинок у ній за формулами:
{\displaystyle {\vec {r_{k}}}^{\prime }={\vec {r_{k}}}-{\vec {R}}^{\prime },}
{\displaystyle {\vec {v_{k}}}^{\prime }={\vec {v_{k}}}-{\vec {V}}^{\prime }.}
У релятивістському випадку центр мас не є лоренц-інваріантом, однак система центра мас визначається і відіграє важливу роль у релятивістській кінематиці. Систему центра мас у релятивістському випадку слід визначати як систему відліку, в якій сума імпульсів усіх тіл системи дорівнює нулю.